# Stanisław Kamieński
Stanisław Kamieński (ur. 14 marca 1892 w Warszawie, zm. wiosną 1940 w Katyniu) – komandor porucznik inżynier Wojska Polskiego, kawaler Krzyża Walecznych, ofiara zbrodni katyńskiej.

## Życiorys
Urodził się w rodzinie Franciszka i Heleny z Preissów. Absolwent Wydziału Mechanicznego Morskiej Szkoły Inżynierii w Kronsztadzie Politechniki Moskiewskiej. Wcielony do armii rosyjskiej, walczył w I wojnie światowej. W 1919 wstąpił do Wojska Polskiego. Uczestnik wojny 1920.
30 kwietnia 1921 roku został zatwierdzony z dniem 1 kwietnia 1920 roku w stopniu kapitana porucznika i 8. lokatą w korpusie technicznym. 3 maja 1922 roku został zweryfikowany w stopniu kapitana-porucznika ze starszeństwem z dniem 1 czerwca 1919 roku i 5. lokatą w korpusie oficerów marynarki wojennej, korpus techniczny, a jego oddziałem macierzystym było Kierownictwo Marynarki Wojennej. W 1923 roku był wykładowcą w Oficerskiej Szkole Marynarki Wojennej. Brał (od 20 grudnia 1926) udział w pracach komisji powołanej przez kontradmirała Jerzego Świrskiego w celu wyłonienia ofert na zakup okrętów podwodnych. W 1928 przebywał we Francji jako członek komisji przy budowie okrętów podwodnych Marynarki Wojennej. W 1929 rozkazem Kierownictwa Marynarki Wojennej Nr 99 z 25 października 1929 został wyznaczony do składu komisji do odbioru ORP „Ryś”. W 1932 służył w Kierownictwie Marynarki Wojennej, uczestniczył w pracach Komisji Nadzwyczajnej do spraw okrętów podwodnych. 27 czerwca 1935 roku został awansowany na stopień komandora porucznika ze starszeństwem z dniem 1 stycznia 1935 roku i 1. lokatą w korpusie oficerów marynarki wojennej, korpus techniczny. W 1935 roku był w komisji która opracowała nowe warunki oferty na zakup okrętów podwodnych. Od lipca 1936 roku do 1939 roku był kierownikiem Wydziału Budowy Okrętów w Kierownictwie Marynarki Wojennej w Warszawie.
Podczas kampanii wrześniowej podjęto decyzję o ewakuacji KMW z Warszawy. Zgodnie wytycznymi Naczelnego Dowództwa z 5 września admirał Jerzy Świrski wydał rozkazy dotyczące ewakuacji KMW do Pińska. Skład Kierownictwa został podzielony na dwie grupy. Stanisław Kamieński był w grupie, która ewakuowała koleją, pod dowództwem kontradmirała Xawerego Czernickiego. Po przybyciu do Pińska 8 września 1939 KMW znów podzieliło się. Większa część stanu osobowego, udała się pociągiem do Brodów, a następnie do Równego. Wobec uszkodzenia torów transport skierowano na stację Klewań. Ze stacji już pieszo grupa udała się w kierunku Łunińca. W miejscowości Deraźne, do kontradm. Czernickiego dotarła wiadomość o agresji sowieckiej na Polskę. Zezwolił on kilku oficerom by dołączyli do oddziałów KOP walczących z wojskami radzieckimi. Pozostała część zespołu KMW (około 160 osób) pozostała w Deraźnym. Nawiązano rozmowy z Armią Czerwoną. W skład delegacji prowadzącej negocjacje z Rosjanami został włączony Stanisław Kamieński. Wszyscy, na czele z Czernickim (11 osób) zostali aresztowani i wywiezieni w głąb ZSRR, a następnie zamordowana w Katyniu. Według stanu 20 marca 1940 Kamieński był jeńcem obozu w Kozielsku. Między 7 a 9 kwietnia 1940 przekazany do dyspozycji naczelnika smoleńskiego obwodu NKWD – lista wywózkowa 017/1 z 05.04.1940. Został zamordowany między 9 a 11 kwietnia 1940 przez NKWD w lesie katyńskim. Zidentyfikowany podczas ekshumacji prowadzonej przez Niemców w 1943, zapis w dzienniku ekshumacji pod datą 24.04.1943. Przy szczątkach znaleziono kilka wizytówek, okulary i fotografie. Figuruje na liście AM-177-460 i liście Komisji Technicznej PCK pod numerem 0460. Nazwisko Kamieńskiego znajduje się na liście ofiar (pod nr 460) opublikowanej w Gońcu Krakowskim nr 101 i w Nowym Kurierze Warszawskim nr 105 z 1943. Krewni do 1957 poszukiwali informacji przez Biuro Informacji i Badań Polskiego Czerwonego Krzyża w Warszawie. W Archiwum Robla (pakiet 0867-05) znajduje się kalendarzyk, znaleziony przy szczątkach kpt. Józefa Trepiaka, w którym pod datą 20 marca 1940 w spisie oficerów figuruje Kamieński.
Był żonaty z Agnieszką Gimbuttówną, z którą miał syna Stanisława i córkę Halinę.
5 października 2007 minister obrony narodowej Aleksander Szczygło mianował go pośmiertnie na stopień komandora. Awans został ogłoszony 9 listopada 2007, w Warszawie, w trakcie uroczystości „Katyń Pamiętamy – Uczcijmy Pamięć Bohaterów”.

## Ordery i odznaczenia
- Krzyż Walecznych[14]
- Srebrny Krzyż Zasługi (2 marca 1925)[15][5]
- Krzyż Kampanii Wrześniowej – pośmiertnie 1 stycznia 1986[16]
- Kawaler Orderu Legii Honorowej (Francja)[17]